# Sheldry Sáez
Sheldry Nazareth Sáez Bustavino (Chitré, Herrera, 15 de enero de 1992) es una modelo, autora, speaker, emprendedora y coach de empoderamiento panameña, conocida por ser la ganadora de Miss Panamá 2011 y representante de dicho país en el Miss Universo 2011.

## Formación académica
Sheldry participó durante su juventud en cursos referentes al cuidado personal, etiqueta, protocolo y teatro. Además tomó clases de ballet infantil, disciplina que practicó de manera amateur. Desde 1999 hasta el año 2006 pertenece a la Agencia regional New Age Chitré Models & Talents con los cuales inicia sus primeros pasos como modelo infantil.
En el 2009, obtiene el título de Bachiller en Ciencias, Letras y Comercio en el Colegio Agustiniano Nuestra Señora Del Buen Consejo de Chitré, obteniendo el segundo índice académico más alto de su generación. Durante su secundaria participó en varios concursos en donde obtuvo logros tales como: “Los valores de mi provincia” (Web’Pa 2008), Concurso Nacional de Páginas Web organizado por la Fundación Cable & Wireless, con el que obtuvo el primer lugar a nivel nacional. “Estudio de Dilema Ético”, Concurso a nivel de Centroamérica y México organizado por la Universidad de Ozarks en Arkansas, en el que también alcanzó el primer lugar. “Aplicaciones e Innovaciones en Tecnologías de la Información de las Comunicaciones”, Concurso Intercolegial organizado por la Universidad Tecnológica de Panamá destacando con el segundo lugar en octubre de 2009.
En 2012, inició el primer año de Licenciatura en Mercadotecnia, en la Universidad Católica Santa María La Antigua, Ciudad de Panamá, la cual culminó satisfactoriamente con honores en el 2018.

## Modelo
Desde su niñez realizó participaciones como modelo. A los 8 años ganó el concurso infantil de belleza “La niña más bonita del verano” en la provincia de Herrera.
En el 2007, gana el Wilhelmina Model Search, concurso organizado por la agencia de modelos Wilhelmina Panama Talents, obteniendo un contrato en Wilhelmina Models que la llevó a ejercer su profesión de modelo en Nueva York, Estados Unidos.
Ha realizado campañas para marcas importantes de Panamá y Latinoamérica como Reebok, Samsung, Claro, Studio F, Avéne, Café Durán, así como editoriales en revistas reconocidas. Presentó el programa a bordo de Copa Airlines, "Panorama De Las Américas".
Ha tenido participaciones especiales en el programa Good Morning America de ABC, además en Realmente bella, Cantando por un sueño, Dancing with the Stars, Survivor Turquía.

### Miss Panamá 2011
El 26 de mayo de 2011, en una ceremonia celebrada en el Teatro Anayansi del Centro de Convenciones ATLAPA y representando a la provincia de Herrera, se convirtió en Miss Panamá 2011, título que le permitió representar a Panamá en Miss Universo 2011 en Sao Paulo, Brasil. Además obtuvo los premios a Mejor traje de fantasía, Miss fotogénica y Concejo de las Misses, premio otorgado por el panel de jueces.
El sábado 28 de mayo fue recibida con honores por el pueblo de Chitré, luego de haber obtenido los máximos triunfos en el certamen nacional. Se le entregaron las llaves de la ciudad, diversos reconocimientos de las autoridades locales.[cita requerida]

### Miss Universo 2011
Representó a Panamá en el Miss Universo 2011, donde quedó posicionada dentro de las diez finalistas y obtuvo el premio al Mejor traje típico del concurso.
Su equipo de trabajo estuvo liderado por el periodista y presentador de televisión panameño, César Anel Rodríguez, la modelo panameña y Miss Supranational, Karina Pinilla, la Miss Universo 2002, Justine Pasek, los diseñadores panameños Elías Sarmiento, Juan David Vélez y Vergara & Vergara, los maquilladores internacionales Jerry Herrera e Itziak Gómez y el estilista, Axel Anderson. Integraron también el equipo de especialistas: Jenia Nenzen, presentadora de noticias y exreina de belleza; el entrenador de misses, Azael Pittí; el entrenador personal, Pedro Gil; y el diseñador de joyas venezolano, George Wittels
A su regreso a suelo panameño y ya clasificada como finalista en el Top 10 en el Miss Universo 2011, fue recibida por el ex presidente de la República de Panamá, Ricardo Martinelli y oradora invitada a la Asamblea Nacional de Panamá. Recibió los máximos honores en su natal Chitré.

## Presentadora
En junio de 2012 incursiona en la conducción de televisión en la segunda temporada del programa de televisión Cantando por un sueño de la cadena Telemetro Panamá.
En abril de 2013, inició como locutora en el programa de radio, Empieza Cool de TVN radio (96.7 FM). El mismo año obtuvo el tercer lugar en el reality show Dancing with the Stars Panamá.
Protagonizó el musical Blancanieves, el cual fue presentado a nivel nacional, luego retornó a la pantalla chica como presentadora del programa, Al Descubierto en TVN Panamá.
En el 2015, emprendió un nuevo proyecto junto a su hermana, Dayana Saéz, titulado Las Sáez, un reality show en línea, consecuente participó como coprotagonista de la telenovela panameña, Una Maid en Paitilla, una adaptación de la historia de la película y novela, dándole vida a Bernardina, una monja que sufre de narcolepsia y que se convierte en una empleada doméstica.

## Autora,speakery emprendedora
A partir del 2017 su carrera dio un giro cuando se certificó como conferesista motivacional y publicó su primer libro “Las Tres Joyas De Mi Corona”, un libro de superación personal y manual de emprendimiento para toda la familia, este último se convirtió en un bestseller en Panamá.
Introdujo al mercado una nueva línea de papelería con su agenda “Inspírate por Sheldry Sáez” y ha trabajado en colaboración con marcas como Caprice lanzando una línea de ropa interior y con Barceló Hair una cola de cabello virgen 100% humano llamado Sheldry X Barceló. 
En el 2018 lanzó su segundo libro: “El libro de los secretos que sí se pueden contar”, un libro educativo para colorear dedicado a los pequeños de la casa. 
En julio de 2021, llega su tercer libro: “Miss CEO” un libro de motivación y empoderamiento dedicado a todas las mujeres que buscan herramientas para cumplir todas sus metas personales y profesionales.  
MISS CEO contiene herramientas útiles para escribir, para hablar en público con impacto, tips de organización y empoderamiento, para crecer como influencer en redes sociales; así como experiencias personales acerca de cómo sobrevivír a un corazón roto.
Actualmente también se encuentra desarrollando nuevos productos y herramientas para la organización y desarrollo personal, enfocada en la tarea de empoderar y ayudar a más mujeres a realizar sus sueños de emprender.

### Life coach
En agosto de 2020, Sheldry inició su certificación como experta en coaching en Internet y el 14 de mayo del 2021 inició de forma profesional a prestar el servicio como coach de empoderamiento.
Después de más de 10 años disfrutando de los resultados de una buena Organización y que ya se cumplirán 5 años lanzando su marca de Agendas, pone todos sus conocimientos y experiencia para ayudar a otros a organizar sus metas a través de la herramienta del coaching.

## Labor humanitaria
Sheldry es embajadora de Buena Voluntad de la Fundación Valórate de Panamá, dedicada a apoyar a los niños y niñas con dificultades de atención y aprendizaje para evitar el fracaso, la deserción escolar y la desvaloración personal a través de programas educativos y familiares que les brinden oportunidades para alcanzar el desarrollo integral.
La lucha contra el VIH en Panamá también forma parte de su misión social, integrándose al equipo de voluntariado de la organización internacional Aid for AIDS, sede de Panamá. Con ellos, además de ofrecer charlas interactivas con estudiantes de escuelas primarias y secundarias de todo el país, participa en el Centro de Atención Integral para Niños, Niñas y Adolescentes que viven con VIH, ubicado en el Hospital del Niño de la Ciudad de Panamá.
En 2018 se destacó como voluntaria de AIESEC y trabajando con los 17 Objetivos de Desarrollo Sostenible de la ONU en países como Perú, Colombia y México. Me dediqué al objetivo número 5: Igualdad de Género. Dentro de sus proyectos de impacto social, estuvo “En las pisadas de un guerrero” promoviendo la inclusión de personas con discapacidad a la sociedad inspirada en su hermano Rigo. También se vio inspirada por muchas mujeres que ha conocido en el camino con un potencial infinito y lanzó un proyecto digital al que llamó “Vamos Mujer Emprendedora” dando a conocer historias de mujeres emprendedoras de todo el país.

## Vida privada
Actualmente sigue ejerciendo como modelo y empresaria digital muy activa en redes sociales y embajadora de importantes marcas, es autora, speaker y emprendedora. Desde que fue elegida como Miss Panamá 2011; ha tenido la oportunidad de impactar a miles de niños, jóvenes y mujeres en Panamá y Latinoamérica. 
Recientemente fue elegida como TEDx Speaker, la plataforma de oradores más popular del mundo lo que la motivó a tomar su primera certificación avalada por la ICF como coach de vida y a escribir su tercer libro.

## Filmografía
- Una maid en Paitilla - Bernardina García